# Фођа (округ)
Округ Фођа (итал. Provincia di Foggia) је округ у оквиру покрајине Апулија у средишњој Италији. Седиште округа покрајине и највеће градско насеље је истоимени град Фођа.
Површина округа је 6.965 km², а број становника 682.456 (2008. године).

## Природне одлике
Округ Фођа чини западни део историјске области Апулије. Округ се приближно поклапа са историјским подручјем Капитаната. Он се налази у западном делу државе, са изласком на Јадранско море на северу округа. Поред мора, у северном делу округа, налази се полуострво Гаргано планинског карактера. У средишњем делу се налази равничарско тло, које је веома плодно (жита, воће). У јужном делу округа тло је планинско, Апенини (планина Дауни) и то је највиши део и округа и покрајине.
Округу Фођа припадају и острвље Тремити у Јадранском мору.

## Становништво
По последњим проценама из 2008. године у округу Фођа живи преко 680.000 становника. Густина насељености је средња, око 90 ст/км². Северна половина округа, која обухвата приморје и равницу, је знатно боље насељена, нарочито око града Фође. Јужни, планински део је ретко насељен и слабо развијен.
Поред претежног италијанског становништва у округу живе и известан број досељеника из свих делова света.

## Општине и насеља
У округу Фођа постоји 61 општина (итал. Comuni).
Најважније градско насеље и седиште округа је град Фођа (153.000 ст.) у средишњем делу округа. Други по величини је град Черињола (58.000 ст.) у јужном делу округа, а трећи Манфредонија (57.000 ст.) у северном делу округа.